# Park Hye-Won
Park Hye-Won (n. 15 august 1983, Seul, Coreea de Sud) este o sportivă ce a reprezentat Coreea de Sud, medaliată olimpică. A participat la o ediție a Jocurilor Olimpice (2002) în care a câștigat o medalie de aur.

## Participări
Lista de mai jos prezintă principalele competiții la care a participat Park Hye-Won de-a lungul carierei.
- short track speed skating at the 2002 Winter Olympics – women's 3000 metre relay[*]